# Günther (Schiff)
Die Günther ist ein Passagierschiff auf dem Dortmund-Ems-Kanal, das nach dem Fernsehmoderator Günther Jauch benannt ist. Der Heimathafen ist Münster.

## Geschichte

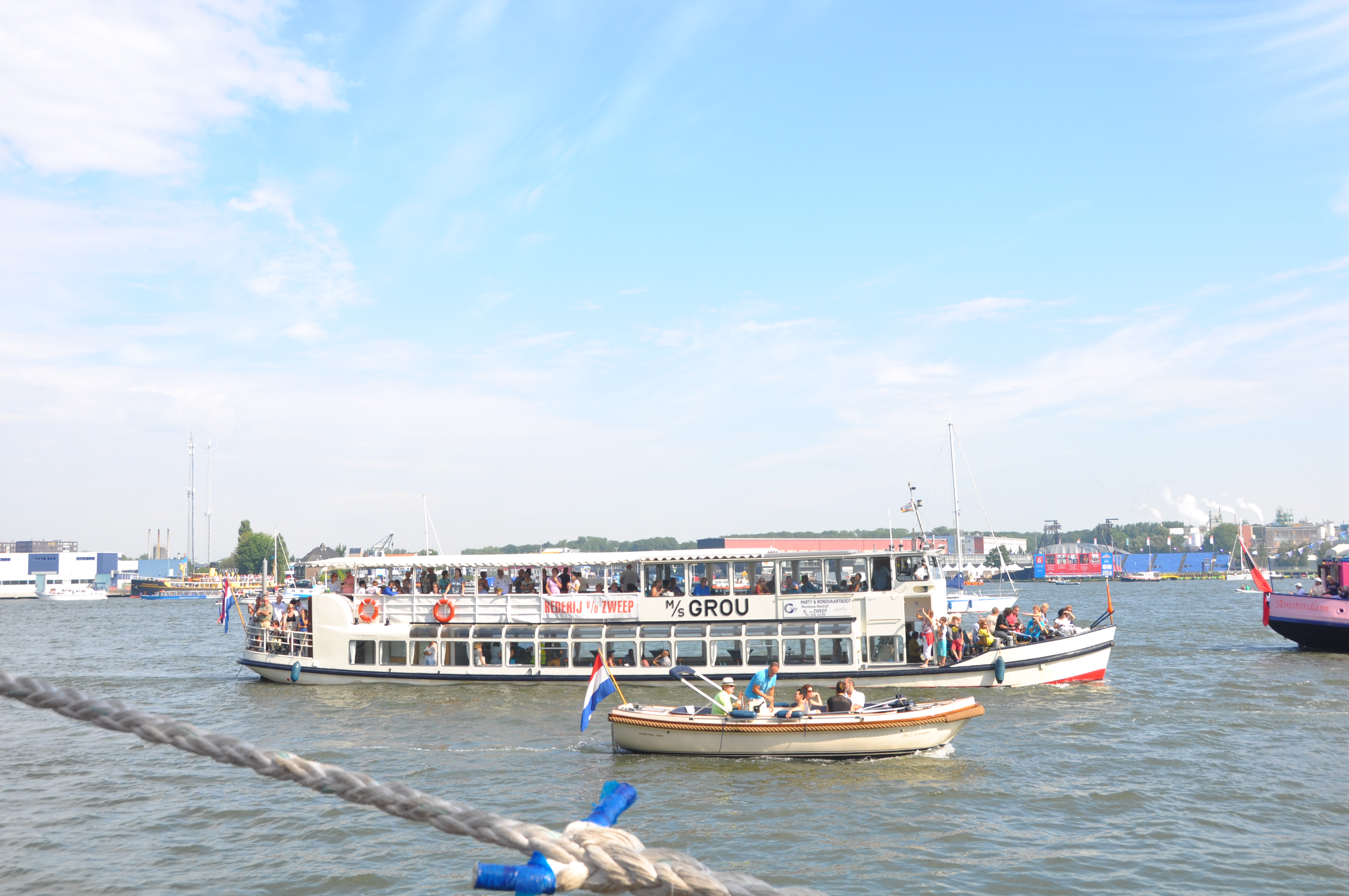
Als Grou während der Sail Amsterdam, 2015

Das Schiff wurde 1910 auf der Werft van Dam im niederländischen Overschie als Schleppboot gebaut und als Broedertrouw in Dienst gestellt. Es war damals 23 Meter lang und 4,19 breit. Der Tiefgang betrug 1,48 Meter. Das Schleppboot war mit einem Kromhout-Motor mit 20 PS Leistung ausgestattet. 1952 wurde der Kromhout-Motor durch einen 116 PS leistenden Deutz-Motor ersetzt.
Der Umbau zum Fahrgastschiff erfolgte 1958. Dabei erhielt das Schiff seine heutigen Abmessungen. Die Fahrgastkapazität betrug zunächst 100 Personen. Ein weiterer Umbau erfolgte 1975, als der Deutz-Motor durch einen Scania-Vabis-Motor mit 131 PS Leistung ersetzt wurde.
Am 7. Dezember 2015 gewann der Psychologiestudent Leon Windscheid als elfter Kandidat bei Wer wird Millionär? eine Million Euro, nachdem er über drei Folgen an der Sendung teilgenommen hatte. In der zweiten Folge versprach Windscheid, bei einem ausreichend hohen Gewinn in der Sendung ein Partyschiff zu kaufen, das er nach Günther Jauch benennen und in Münster betreiben wolle. Daraufhin versprach Jauch, der in Münster geboren wurde, als Taufpate die Schiffstaufe zu übernehmen.
Anfang März 2016 gab Windscheid über RTL bekannt, gemeinsam mit seinem Geschäftspartner Oliver Trepper ein geeignetes Passagierschiff in den Niederlanden am Ijsselmeer gekauft zu haben. Am 10. September 2016 löste Jauch sein Versprechen ein und taufte die Günther in Münster. Für die Schiffstaufe mit einer Sektflasche vom Weingut von Othegraven, das 2010 in siebenter Generation an Jauch überging, benötigte der Fernsehmoderator vier Anläufe, bevor die Flasche am Schiff zerbarst. Alle Einnahmen aus der anschließenden Tauffahrt mit Günther Jauch wurden einem Flüchtlingsprojekt in Münster gespendet.

## Konzept
Anders als in den Medien dargestellt, wird das Schiff nicht als „Technoboot“ betrieben. An Bord finden kulturelle und kulinarische Veranstaltungen statt, außerdem bietet Windscheid das Schiff für Charterfahrten an.
Am 4. Oktober 2016 wurde das Konzept der Günther von einer Jury rund um den Fernsehkoch Christian Rach mit dem Deutschen Gastro-Gründerpreis ausgezeichnet.

## Rezeption
Zu Windscheids Millionengewinn und dem Vorhaben, ein Passagierschiff nach Günther Jauch zu benennen, sowie von der Taufe selbst gab es eine breite Medienberichterstattung. Windscheid trat unter anderem gemeinsam mit Günther Jauch bei Stern TV auf. Dort spielte er mit Jauch den Ablauf der Taufe der Günther im Studio durch. Auch andere TV-Formate berichteten regelmäßig über den Fortschritt des Projekts. So war Windscheid beispielsweise am 5. Juni 2016 Gast bei Thomas Gottschalks Sendung Mensch Gottschalk – Das bewegt Deutschland. Die Bild und diverse andere Medien berichteten unter anderem über einen Einbruch in Windscheids Privatwagen und über eine Verletzung, die sich Windscheid während der Umbauarbeiten der Günther am Fuß zuzog.